# Indeksacja płac
Indeksacja płac – dostosowanie poziomu wynagrodzeń do wzrostu cen i kosztów utrzymania. Podstawą indeksacji płac jest wskaźnik wzrostu cen artykułów i usług, co pozwala automatycznie dopasować wysokość nominalnych zobowiązań do skutków inflacji, a tym samym skorelować początkowe ustalenia płacowe ze zmienionymi warunkami spowodowanymi przez nagłe pojawienie się inflacji w okresie obowiązywania umowy.
Indeksacja płac może mieć charakter:
- wskaźnikowy (utrwalający strukturę i rozpiętości płacowe), lub kwotowy (prowadzący do spłaszczenia dochodów);
- cenowy (utrzymujący stały poziom dochodów realnych), lub porównawczy w stosunku do dochodów określonych grup zawodowych (na ogół korzystniejszy dla pracobiorców).

Indeksację najpowszechniej stosowano w połowie lat siedemdziesiątych. Pod tym względem kraje można podzielić na trzy grupy:
- kraje niestosujące indeksacji (Austria, Japonia, Szwecja)
- kraje stosujące indeksację w ograniczonym zakresie (Francja, Szwajcaria, Kanada)
- kraje stosujące indeksację powszechnie (Belgia, Luksemburg, Holandia)

Wykorzystywane są następujące formuły indeksacji:
- indeksowanie płacy zasadniczej na zasadzie jednakowej kwoty dla wszystkich stawek płac (np. 1 zł/h za 0,3 punktów wzrostu indeksu cen)
- indeksowanie tylko płacy minimalnej (Francja)
- indeksowanie proporcjonalne zachowujące istniejące rozpiętości płac (np. na każdy 1% wskaźnika wzrostu cen płace można podnieść o 0,8%)

## Literatura
- B. Winiarski: Polityka gospodarcza, Wydawnictwo Naukowe PWN, Warszawa 2000, ISBN 83-01-13082-2.